# Gornji Drapnići
Gornji Drapnići (en serbe cyrillique : Горњи Драпнићи) est un village de Bosnie-Herzégovine. Il est situé sur le territoire de la ville d'Istočno Sarajevo, dans la municipalité de Sokolac et dans la république serbe de Bosnie. Selon les premiers résultats du recensement bosnien de 2013, il compte 28 habitants.

## Géographie
Le village est situé à la confluence des rivières Dobrača et Smrčevac.

## Histoire
Avant la guerre de Bosnie-Herzégovine, le village faisait partie de la municipalité d'Olovo.

## Démographie

### Évolution historique de la population dans la localité
| 1948 | 1953 | 1961 | 1971 | 1981 | 1991 | 2013 |
| ---- | ---- | ---- | ---- | ---- | ---- | ---- |
| -    | -    | 143  | 195  | 164  | 119  | 28   |

|  |